# Henry Fusino
Pour les articles homonymes, voir Henry Johnson (homonymie) et Johnson.
Henry Johnson, dit Henry Fusino, né le 15 novembre 1836 à Paris et mort le 16 janvier 1890 à Saint-Germain-en-Laye, est un peintre, caricaturiste et illustrateur français.

## Biographie
Né le 15 novembre 1836 dans l'ancien 2e arrondissement de Paris, Henri (avec un « i » à l'état civil) est le fils de Gertrude-Suzanne-Esther Deribaucourt (1811-1889), couturière, et de Thomas Henry Johnson (1812-18..), négociant. Habitant au no 4 de la rue Colbert, les parents d'Henry se marient le 5 décembre 1838.
Élève du collège Sainte-Barbe, Henry est d'abord destiné à entrer à l'École centrale, mais il préfère apprendre la peinture. Il étudie ainsi cet art dans l'atelier de Charles Gleyre à partir de 1857.
Signant du pseudonyme « Fusino », Johnson expose deux œuvres inspirées du mythe de Faust au Salon des refusés de 1863. Il est surtout connu en tant que caricaturiste, collaborant notamment au Gaulois, au Diogène, au Tocsin et à L’Auvergnat. Il illustre également plusieurs ouvrages et fournit des dessins à des revues scientifiques ainsi qu'au Musée des familles.

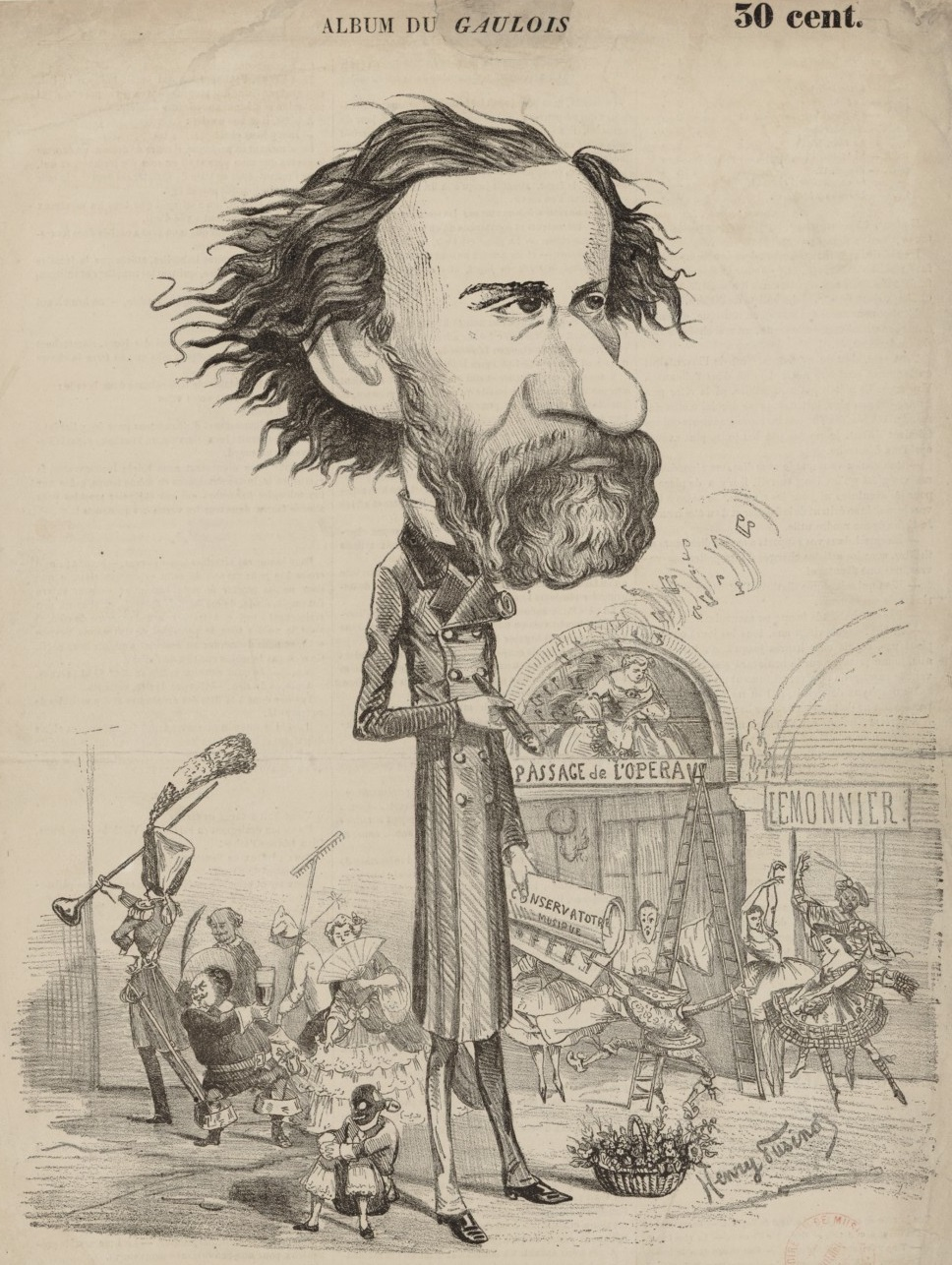
Ambroise Thomas (Le Gaulois, 26 février 1860)
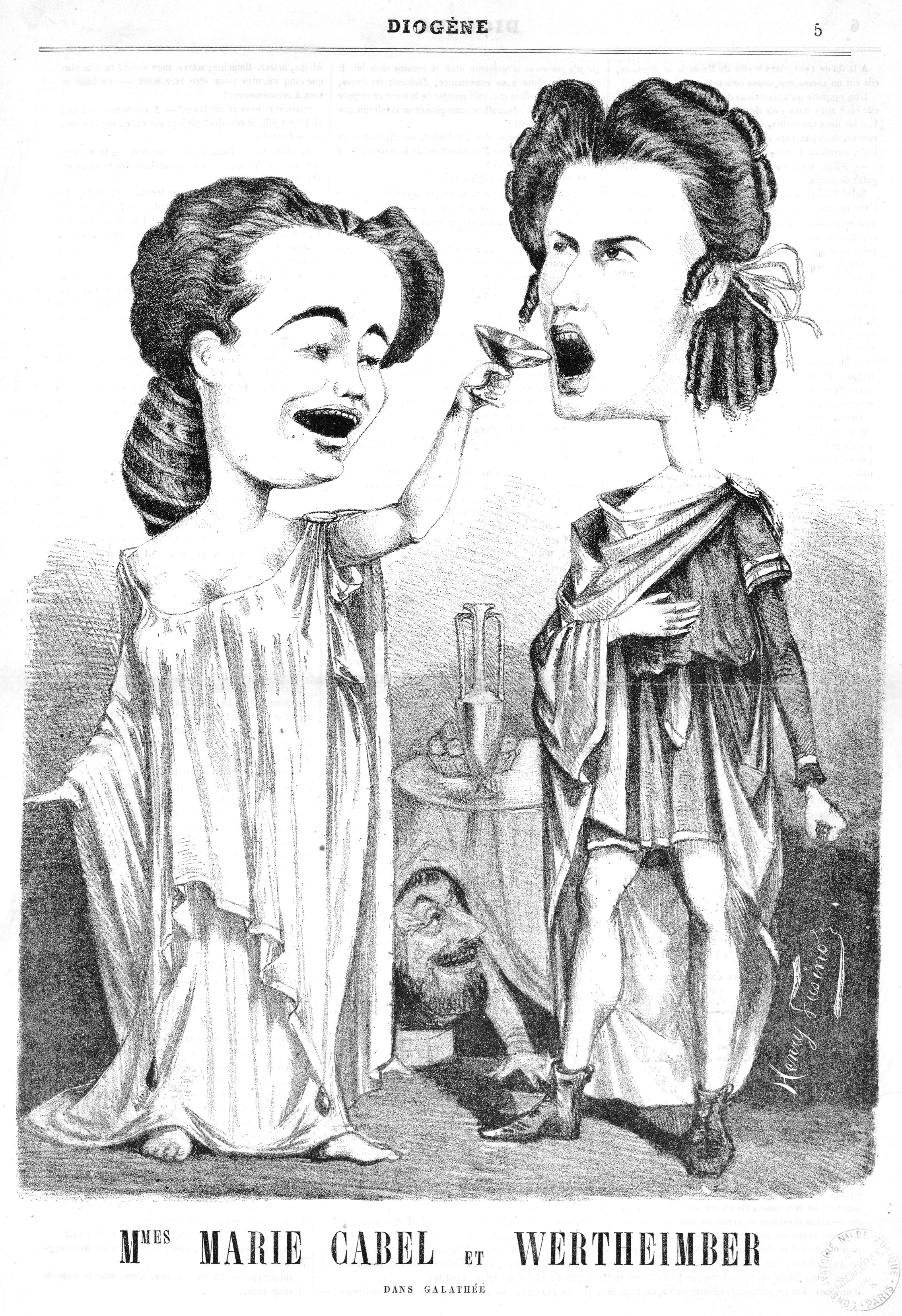
Marie Cabel et Palmyre Wertheimber (Diogène, 1860)
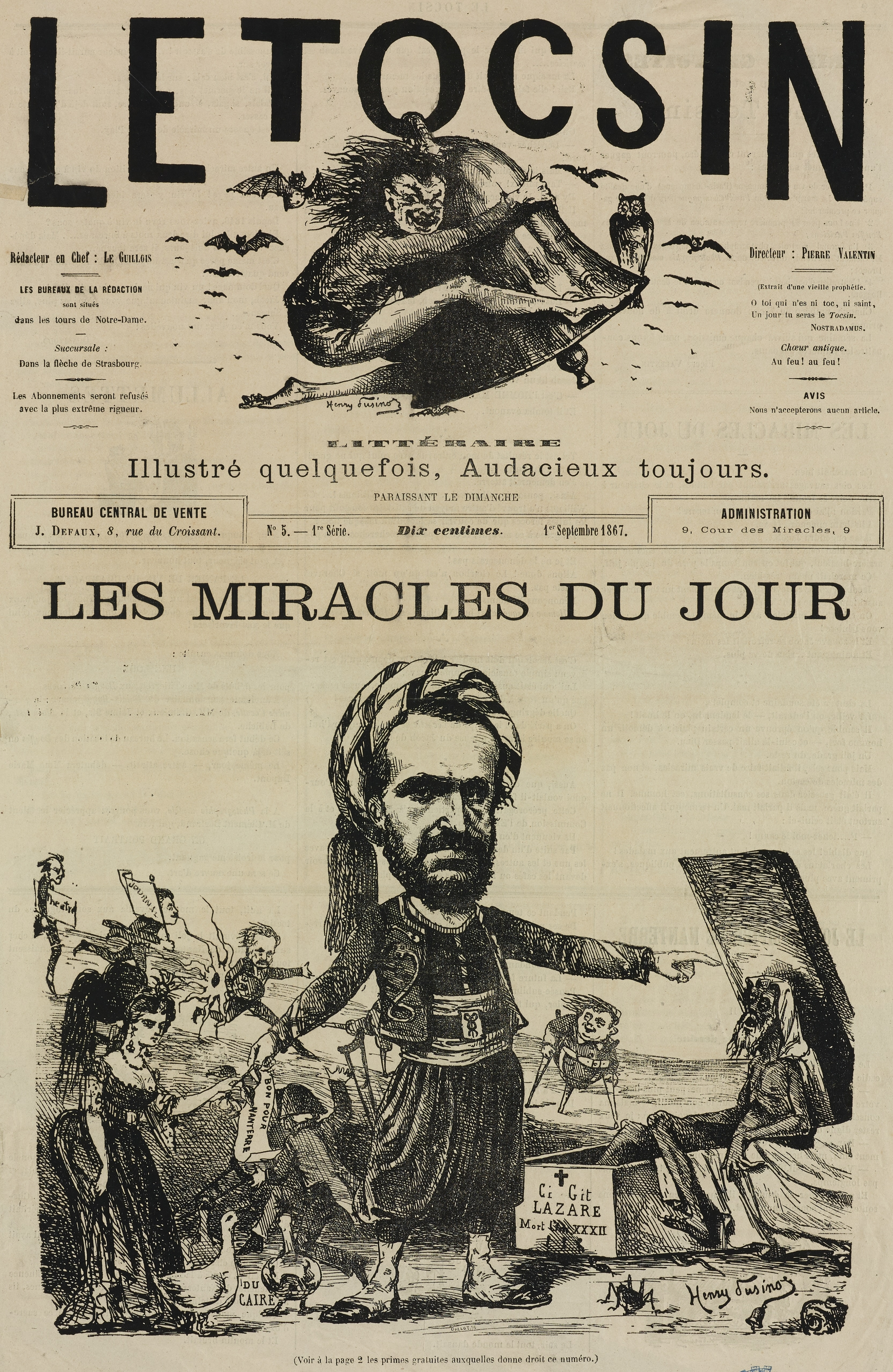
Auguste Henri Jacob (Le Tocsin, 1er septembre 1867)

Le 23 juillet 1863, Henry épouse Marie-Natalie Gras. L'un de ses témoins est l'homme de lettres Victor Azam (d).
Entre 1864 et 1868, les Johnson s'installent au no 19 de la rue des Ursulines à Saint-Germain-en-Laye. Henry Johnson est élu conseiller municipal de cette commune le 6 janvier 1878, sur la liste du docteur Salet. Il appartient à la majorité municipale radicale sous la mandature de Salet puis sous celle de Gabriel de Mortillet, mais il finit par se brouiller avec ce dernier. Il n'est pas réélu le 6 mai 1888.
Henry Johnson meurt le 16 janvier 1890 en son domicile du no 7 de la rue de la Surintendance à Saint-Germain-en-Laye. Ancien professeur de dessin, il était officier de l'Instruction publique.